# Мадерна, Эсекьель
Эсекьель Освальдо Мадерна (исп. Ezequiel Osvaldo Maderna; род. 1 октября 1986, Ла-Плата) — аргентинский боксёр-профессионал, выступающий во второй средней, и в полутяжёлой весовых категориях. Выступал за национальную сборную Аргентины по боксу во второй половине 2000-х годов, участник Олимпийских игр 2008 года, многократный победитель и призёр международных турниров в любителях. Начиная с 2008 года выступает на профессиональном уровне.

## Биография
Эсекьель Мадерна родился 1 октября 1986 года в городе Ла-Плата провинции Буэнос-Айрес, Аргентина.

### Любительская карьера
Впервые заявил о себе в боксе в 2005 году, став чемпионом Аргентины среди юниоров. Тогда же вошёл в состав аргентинской национальной сборной и принял участие в матчевой встрече со сборной Бразилии, выиграв по очкам у бразильского боксёра Нелсона Соариса Жуниора.
В 2006 году выиграл бронзовую медаль на домашних Южноамериканских играх в Буэнос-Айресе, уступив в полуфинале средней весовой категории венесуэльцу Альфонсо Бланко.
В 2007 году взял бронзу и серебро на турнирах «Баталл де Караборо» и «Коппа Миранда» в Венесуэле, выступил на Панамериканских играх в Рио-де-Жанейро и на чемпионате мира в Чикаго.
На первой Американской олимпийской квалификации в Порт-оф-Спейн остановился уже в четвертьфинале, проиграв кубинцу Эмилио Корреа, тогда как на второй Американской олимпийской квалификации в Гватемале сумел дойти до финала, где был побеждён американцем Шоном Эстрадой — благодаря этому достижению удостоился права защищать честь страны на летних Олимпийских играх 2008 года в Пекине. На Олимпиаде в стартовом поединке категории до 75 кг вновь встретился с Эстрадой и потерпел от него поражение со счётом 2:10, сразу же выбыв из борьбы за медали.

### Профессиональная карьера
Вскоре по окончании пекинской Олимпиады Мадерна покинул расположение аргентинской сборной и в декабре 2012 года успешно дебютировал на профессиональном уровне. Долгое время шёл без поражений, но выступал исключительно на домашних аргентинских рингах.
В 2011 году завоевал и затем несколько раз защитил титул чемпиона Аргентины во второй средней весовой категории. Кроме того, владел титулом временного чемпиона Латинской Америки по версии Всемирной боксёрской организации (WBO).
В марте 2013 года впервые выехал боксировать за пределами Аргентины и потерпел первое в профессиональной карьере поражение — на вечере бокса в Монако единогласным решением судей уступил непобеждённому доминиканцу Эдвину Родригесу (22-0).
В ноябре 2013 года оспаривал титул чемпиона мира по версии Международной боксёрской организации (IBO), но проиграл решением большинства судей действующему чемпиону Томасу Остхёйзену (21-0-2).
В июне 2016 года в Канаде встречался с непобеждённым россиянином Артуром Бетербиевым (9-0) и в четвёртом раунде оказался в нокауте. Тем самым потерпел третье поражение в карьере и первое досрочное.
В сентябре 2018 года единогласным решением уступил венесуэльцу Хосе Ускатеги (27-2).
В июле 2019 года на Красной площади в Москве боксировал с россиянином Фёдором Чудиновым (20-2), проиграл нокаутом в десятом раунде.